# Jorma Korhonen
Jorma Petteri Korhonen (* 23. März 1968 in Kajaani) ist ein ehemaliger finnischer Judoka.  Er war Europameister 1989, Europameisterschaftszweiter 1990 und Europameisterschaftsdritter 1993.

## Sportliche Karriere
Der 1,75 m große Jorma Korhonen kämpfte im Leichtgewicht, der Gewichtsklasse bis 71 Kilogramm. 1987, 1989, 1990 und 1997 war er finnischer Meister.
Bei den Europameisterschaften 1989 in Helsinki bezwang er im Halbfinale den Spanier Joaquín Ruíz und im Finale den Ungarn Bertalan Hajtós. Insgesamt gewannen die finnischen Gastgeber 1989 mit Jaana Ronkainen, Jorma Korhonen und Juha Salonen drei Goldmedaillen. Bei den Weltmeisterschaften 1989 belegte Korhonen den siebten Platz, nachdem er in der Hoffnungsrunde gegen Bertalan Hajtós verloren hatte. 1990 bei den Europameisterschaften in Frankfurt am Main bezwang er im Halbfinale Mike Schulz aus der DDR, im Finale unterlag er Guido Schumacher aus der BRD.
1992 bei den Europameisterschaften in Paris unterlag Korhonen im Viertelfinale dem Österreicher Norbert Haimberger. Über die Hoffnungsrunde erreichte er den Kampf um eine Bronzemedaille, den er allerdings gegen den Spanier Joaquín Ruíz verlor und somit den fünften Platz belegte. Bei den Olympischen Spielen 1992 in Barcelona bezwang er in seinem ersten Kampf Norbert Haimberger und im Achtelfinale Josef Věnsek aus der Tschechoslowakei. Im Viertelfinale unterlag er dem Deutschen Stefan Dott. Waren bis dahin alle Kämpfe über die volle Kampfdauer gegangen, so endete in der Hoffnungsrunde der Kampf gegen den Franzosen Bruno Carabetta nach 34 Sekunden.
Bei den Europameisterschaften 1993 in Athen bezwang Korhonen im Viertelfinale Stefan Dott und verlor im Halbfinale gegen den Georgier Vladimir Dgebuadse. Den Kampf um eine Bronzemedaille gewann der Finne gegen den Türken Alpaslan Ayan. Ein Jahr später verlor Korhonen bei den Europameisterschaften 1994 in Danzig im Viertelfinale gegen Josef Věnsek, im Kampf um eine Bronzemedaille unterlag er Bertalan Hajtós. Nach über einem Jahr Pause nahm Korhonen im Herbst 1995 an den Weltmeisterschaften in Chiba teil, schied aber in seinem ersten Kampf gegen Andrei Golban aus der Republik Moldau aus. Bei den Europameisterschaften 1996 in Den Haag unterlag Korhonen im Viertelfinale dem Österreicher Thomas Schleicher. Nach zwei Siegen in der Hoffnungsrunde unterlag er im Kampf um Bronze dem Ukrainer Ilja Tschimtschiuri.
1997 schied Korhonen in seinem Auftaktkampf bei den Europameisterschaften in Ostende gegen den Tschechen Roman Simsa aus. Bei den Weltmeisterschaften in Paris unterlag er im Sechzehntelfinale dem Letten Vsevolods Zeļonijs. Mit drei Siegen in der Hoffnungsrunde erreichte er den Kampf um eine Bronzemedaille, der er gegen den Portugiesen Guilherme Bentes verlor. 1999 beendete Korhonen mit einem Sieg bei den Finnish Open seine internationale Karriere.
Jormas Bruder Marko Korhonen nahm ebenfalls an den Olympischen Spielen 1992 teil, eine Gewichtsklasse unter Jorma.